# Trickfilmstudio
Trickfilmstudio è stata una piccola casa di produzione di cartoni animati svizzera, fondata nel 1986 a Russikon dal regista tedesco Otmar Gutmann, conosciuto per aver creato, insieme alla Pingu Filmstudio a partire dal 1991, la serie animata Pingu, la cui prima stagione è andata in onda proprio nel 1986.
Lo studio ha chiuso nel 1998, come anche la Pingu Filmstudio, per cause sconosciute, formando una nuova compagnia chiamata The Pygos Group.

## Produzioni
| Nome                  | Anno        | Genere                                       |
| --------------------- | ----------- | -------------------------------------------- |
| Pingu                 | 1990 - 2006 | Serie animata                                |
| Koki                  | 1996 - 1998 | Segmento animato della serie animata Big Bag |
| Little Hippo          | 1997        | Serie animata                                |
| Pingu alle nozze      | 1997        | Speciale televisivo                          |
| Dastardly and Muttley | 1997-2002   | Serie animata                                |